# Штурман, Дора Моисеевна
До́ра Моисе́евна Шту́рман (урождённая Шток, в замужестве Тиктина; 3 марта 1923, Харьков — 4 января 2012, Израиль) — израильский литературовед, политолог, публицист, историк литературы.

## Биография
Дора Моисеевна Штурман родилась в 1923 году на Украине, в городе Харьков. Детство провела в городе Запорожье, где её отец Моисей Ефимович Шток работал врачом. В 1933 году, после смерти отца она с младшим братом Теодором и матерью Розалией Моисеевной Шток (девичья фамилия Штурман) переезжает в Харьков, Дора успешно учится в школе, заканчивает её с отличными оценками и поступает в Харьковский университет на филологический факультет. Она успевает закончить первый курс к началу Великой Отечественной войны. Семья эвакуируется в Казахстан и Дора Моисеевна Шток (Штурман — её литературный псевдоним, взятый в память о матери) продолжает учиться на филологическом факультете Алма-Атинского университета.
В 1944 году её арестовывают и признают виновной в «участии в подпольной антисоветской группировке, занятой контрреволюционной подрывной деятельностью» за статьи о Пастернаке и Маяковском. Дора с двумя студентами, её друзьями (Марк Черкасский и Валентин Рабинович), осуждены на 5 лет заключения по статье 58, 10-11 (групповая антисоветская агитация). Она проводит в лагере 4,5 года, а затем её освобождают по амнистии матерей с грудными детьми. Как оказалось позже, амнистия не касалась политзаключённых, о чём сообщили через несколько дней, но начальник лагеря воспользовался ошибкой в полученном приказе и поспешил освободить Д. М. Штурман с грудной дочерью в самый короткий срок, за что она была благодарна ему всю жизнь.
Выйдя на свободу, Дора Штурман возвращается в Харьков, заявляет в милиции, что сумка с документами украдена, получает «чистый» паспорт и уезжает работать учителем в школе села Князево Харьковской области, Лозовского района. До 1962 года она работает преподавателем русского языка и литературы в сельских школах разных районов Харьковской области (Князево, Краснопавловка, Гинеевка, Шелудьковка). Иногда ей приходится преподавать и историю, и французский язык, и немецкий. 10 лет запорожского детства с частными преподавателями языков, привычка много читать и врождённые способности помогали ей во многих жизненных ситуациях. В Шелудьковской средней школе она становится сначала завучем, а затем и директором. Активно участвует в общественной, просветительской и культурной жизни села. После хрущёвской «оттепели» она соглашается вступить в партию, куда её давно и активно приглашают. О судимости она не сообщает.
В 1962 году она заболевает костным туберкулёзом. В семье происходит разрыв с первым мужем, и Дора Штурман возвращается в Харьков, где живёт её мать. Работает воспитателем в старших классах детского противотуберкулёзного санатория, затем работает заместителем директора Харьковского Дома Учителя, одновременно преподаёт на абитуриентских курсах.
В этот период в Харьковский КГБ приходит письмо из Алма-Аты о снятии судимости с Доры Штурман за полным отсутствием состава преступления. Харьковский КГБ разыскивает Д.Шток для того, чтобы сообщить ей о полной реабилитации, и с этой целью передает её дело в райком партии. Однако райком находит уместным исключить оправданного, не совершившего никакого преступления человека из партии «за сокрытие» уже снятой судимости. Через некоторое время ей предлагают подать апелляцию о восстановлении в партии, но в этот период Д. М. Штурман была уже настроена так, что своё поступление в партию расценивала как ошибку, и решает не подавать апелляцию о восстановлении.
Все годы работы в селе Дора Штурман не прекращала писать. Она писала стихи, очерки, старалась восстановить свои работы, за которые была арестована. Всё написанное пряталось у друзей и родственников.
Переехав в Харьков, Д. Штурман занялась исследованиями, связанными с марксизмом, экономикой, политикой в СССР. Свою первую книгу «Наш Новый мир» она опубликовала в самиздате под псевдонимом Богдан.
В 1977 году Дора Штурман репатриировалась в Израиль.
Первые 8 лет жизни в Израиле Д. М. Штурман работала в исследовательском центре на факультете славистики при Иерусалимском университете, где была написана большая статья о среднем образовании в школах СССР.
В 1988 году эта статья была расширена, переведена на английский язык и издана в Англии (The Soviet Secondary School. Routledge P.H., London and New York, 1988).
На русском языке книга называлась «Советская средняя школа 1949-62 гг.», 109 с. Издательство университета в Иерусалиме. 1978 г.
Параллельно с исследованиями в Иерусалимском университете Дора Моисеевна вела активнейшую работу по темам, не связанным со школой. Так книгу «Наш Новый Мир. Теория. Эксперимент. Результат», изданную в «самиздате» и привезенную в Израиль из Харькова в микрофильмах, запрятанных в транзистор, нужно было превратить в рукопись и найти издателя. Книга, посвящённая системному анализу теории и практики социализма, вышла в печать в первом издании в 1981 г. Издание второе и дополненное, было опубликовано в 1986 г.
В 1978—1981 годах Штурман сотрудничала с журналом «Время и мы» (главный редактор и основатель журнала — Виктор Перельман), являясь членом редакционной коллегии журнала, а с 1981 года становится заместителем главного редактора и заведующей израильским отделением журнала.
Значителен вклад Д. М. Штурман и в издании сборника «Евреи в культуре русского зарубежья» (издатель и составитель М. Пархомовский), в который вошли её статьи: «О принадлежности Homo Novus», «Когда я вернусь…» — статья посвящена поэту Александру Галичу.
Область интересов Доры Моисеевны Штурман была широкой и разнообразной. Она умела находить связи и аналогии между такими областями как история, политика, экономика, художественная литература, психология и даже фольклор.
Так, следующая её книга («Мёртвые хватают живых. Читая Ленина, Бухарина, Троцкого», 560 страниц. 1982 г. На русском языке. Издательство «OPI». Лондон), является текстологическим анализом миропонимания, политики и психологии главных вождей российского коммунизма.
Живо интересуясь литературной и общественно-политической жизнью в СССР и в эмиграции, Д.Штурман публикует множество статей также и в периодике (некоторые из них впоследствии были изданы в отдельных сборниках статей). Она ведёт живейшую переписку с издательствами и редакциями, писателями и поэтами, помогает молодым авторам. Возникает широчайший круг друзей и знакомых, среди которых и те, с кем сдружилась ещё в младших классах школы, с кем училась в харьковской 105-й школе, в университете, и те с кем познакомилась на литературном поприще.
В её эпистолярное наследие вошла обширная переписка с Наумом Коржавиным, с Сергеем Довлатовым, с Романом Борисовичем Гулем, с Александром Исаевичем Солженицыным, с Ниной Карсов и многими другими.
В переписке с Александром Лазаревичем Жовтисом, профессором Алма-Атинского университета, возникла идея обратиться в КГБ Казахстана и запросить материалы, отнятые у Доры Шток (Шток — девичья фамилия Д. Штурман) при аресте. Документы были получены. По прошествии почти 50 лет исчёрканные пожелтевшие школьные тетрадки возвращаются к своему владельцу. «Дети утопии. Фрагменты идеологической автобиографии» — так называет Дора Штурман свою работу о вновь прочтённых черновиках.
Муж Доры Моисеевны Штурман, Сергей Александрович Тиктин, принимал активное участие и был незаменимым её помощником в работе над всеми книгами.
В 1980—1990-е годы Дора Штурман публикуется в Израиле и в Великобритании, в России и Америке. Самыми известными стали «Мертвые хватают живых. Читая Ленина, Троцкого, Бухарина», «Советский Союз в зеркале политического анекдота», «Городу и миру», «Экономика катастроф», «О вождях российского коммунизма».
Автор пятнадцати книг и более чем четырёхсот статей в различных научных и публицистических изданиях, член союза писателей Израиля, Дора Штурман была одним из самых известных в мире исследователей советского тоталитаризма.
Умерла 4 января 2012 года в поселке Кфар-Йона.

## Список работ

### Книги Доры Штурман
1. "Советская средняя школа1949-62гг. 109 стр. Изд. Еврейского университета в Иерусалиме. 1978 г.
2. «Наш новый мир. Теория. Эксперимент. Результат» — Издание первое, 367 стр., 1981 г. Издательство «Лексикон». Иерусалим.
- Издание второе, исправленное и дополненное. 464 стр.. 1986 г. Издательство «Экспресс». Иерусалим — Системный анализ теории и практики социализма.

3. Мёртвые хватают живых. Читая Ленина, Бухарина, Троцкого. — Лондон:OPI, 1982. — 560 с. (Текстологический анализ миропонимания, политики и психологии главных вождей российского коммунизма)
4. «Земля за холмом». 255 стр. 1983 г. Издательство «Эрмитаж», США. Сборник статей о выдающихся деятелях российского диссидентства и неподцензурной литературы.
5. «Городу и миру. Публицистика Солженицына». 432 стр. 1988 г. Издательство «Третья волна». Париж — Нью-Йорк. Анализ публицистики Солженицына.
6. В. И. Ленин : Анализ взглядов, деятельности и психологии Ленина 1917—1923 гг. — Париж: ИМКА-Пресс, 1989. — 160 с. — Серия «Что нужно знать о?» Выпуск III.
7. «Советский Союз в зеркале политического анекдота» (в соавторстве с С. Тиктиным). Изд. I-е, 468 стр. 1985 г. Издательство «OPI». Лондон. Изд. 2-е, исправленное и дополненное, 543 стр. 1987 г.
Издательство "Экспресс. Иерусалим. Собрание политических анекдотов 1920-х — 1980-х гг., с научным анализом каждого тематического цикла.
8. «Советская средняя школа». На английском языке. 313 стр. Издательство «Рутледж», Лондон — Нью-Йорк. 1988 г.
9. Марксизм: наука или утопия? — Лондон:OPI, 1989. — 161 с.
10. Моя школа. — Лондон:OPI, 1990. — 151 с. (Автобиографические очерки)
11. «Экономика катастроф» (в соавторстве с С. Тиктиным). 190 стр. Издательство «OPI». Лондон. Системный анализ советской экономики 1980-х годов, Чернобыльской катастрофы и её последствий.
12. «О вождях российского коммунизма». Книга первая — 414 стр. Книга вторая — 344 стр. Серия «ИНРИ». (Исследования новейшей русской истории) Т. 10 . Под общей редакцией А. Солженицына. Издательство «ИМКА-Пресс»
13. «Современники» (в соавторстве с С. Тиктиным). 476 стр. Издательство «Лира». Иерусалим.

### Некоторые очерки и эссе Доры Штурман
1. Последняя операция профессора Бенды. «Обозрение» (Аналитический ж-л газеты «Русская мысль») 1985, N 15, стр. 29 — 35. Париж.
2. Ни мёда мне твоего, ни укуса твоего. «22 Москва — Иерусалим» 1985, N 42, стр. 136—169, Тель-Авив.
3. О национальных фобиях. «22 Москва — Иерусалим». 1989. NN 68-69. Тель-Авив.
4. Размышления на крутом склоне. Aльманах «Стрелец» N 1(61), стр. 189—212. — Джерсей-Сити — Париж: Изд. «Третья волна». — 1989.
5. На исходе чуда. «Новое русское слово» 24-25-26-27-30.IV. 1990. Нью-Йорк.
6. Солженицын: Россия прошлого и будущего «Русская мысль» N 3906, 29.XI.1991. Париж.
7. Цикл Герои ленинского завещания. ж-л «Посев» 1991, NN 2 — 5; 1992, NN 1—6. Франкфурт-на-Майне.
8. Оппозиция как стержень позиции. «Русская мысль» N 3928, 8.V.1992.
9. Как победителям победить?. «Новое Русское Слово» 27.XI.1992.
10. Они — ведали. // «Новый мир». 1992, N 4, стр. 239—250.
11. Человечества сон золотой. // «Новый мир». 1992, N 7, стр. 121—153.
12. Остановимо ли Красное колесо? // «Новый мир». 1993, N 2, стр. 144−171
13. У края бездны. // «Новый мир». 1993, N 7, стр. 214—232.
14. В поисках универсального со-знания. // «Новый мир». 1994, N 4, стр. 133—184.
15. Дети Утопии. // «Новый мир». 1994, N 9, стр. 181—205 и N 10, стр. 162—195.